# كاليبسو (قمر اصطناعي)
كاليبسو، هو قمر صناعي بيئي مشترك بين وكالة الفضاء الأمريكية (ناسا) ووكالة الفضاء الفرنسية، وقد تم بناؤه في مركز كان-ماندليو الفضائي في فرنسا، وأُطلق إلى الفضاء على متن صاروخ دلتا 2 في 28 أبريل 2006. يُعد اسم "CALIPSO" اختصارًا لعبارة: Cloud-Aerosol Lidar and Infrared Pathfinder Satellite Observations، أي "رصد السُحب والجسيمات العالقة باستخدام الليدار والأشعة تحت الحمراء". وقد أُطلق القمر بالتزامن مع قمر صناعي آخر هو "كلاودسات".
احتوى القمر على أجهزة استشعار عن بُعد نشطة وسلبية، مكّنت من مراقبة السحب والجسيمات الدقيقة (الهباء الجوي) على مدار 24 ساعة يوميًا. كان كاليبسـو جزءًا من مجموعة الأقمار الصناعية المعروفة باسم "C-Train"، التي سارت في مدار متقارب مع "A-Train"، وهي سلسلة من الأقمار البيئية التي تنفذ مهامًا منسقة في دراسة الغلاف الجوي.
استمرت مهمة كاليبسـو لأكثر من 17 عامًا، وانتهت رسميًا في 1 أغسطس 2023. وفي 15 ديسمبر من العام نفسه، خضع القمر لعملية "التعطيل النهائي" أو passivation، وهي خطوة تُنفّذ عادة بعد نهاية عمر القمر الاصطناعي لتقليل خطر الحطام الفضائي.

## المهمة
يملك ثلاث أدوات:
- سحابة الهباء الجوي تدار مع الاستقطاب المتعامد (CALIOP) - تحديد المدى الذي يوفر دقة عالية رأسية من الهباء والغيوم.
- كاميرا واسعة المجال (WFC) - نسخة معدلة لكرة الفضاء CT-633 كاميرا تعقب النجوم. وتم اختيارها لتتناسب مع الجيل1 من موديس
- التصوير بالأشعة تحت الحمراء الإشعاع (IIR) .

في شباط / فبراير 2009 ، كالسيبو شغل باعث لليزر كما كان مقررا. ونجح في مهمته الرئيسية وبعد ثلاث سنوات من نجاح العملية، كان أداءه يفوق التوقعات.
مهمة كالسيبو تم تمديدها في حزيران / يونيه 2009.

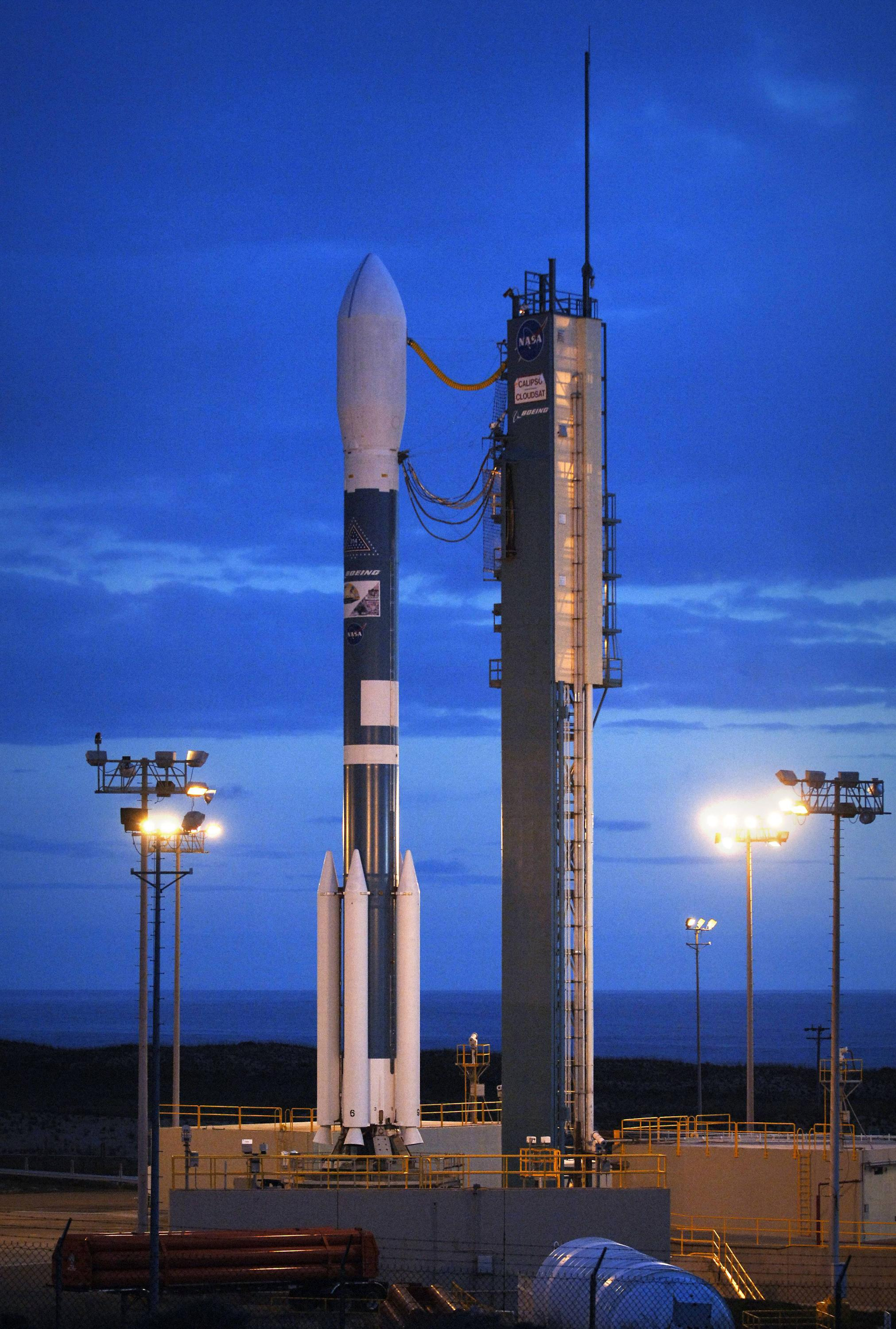
منصة دلتا 2

## وصلات خارجية
- كاليبسو التوعية
- كاليبسو والقطار
- على CALIPSO الصفحة في وكالة ناسا
- على CALIPSO صفحة الفرنسية في المركز الوطني للدراسات الفضائية (CNES)
- كاليبسو البعثة الشخصي من قبل ناسا للطاقة الشمسية نظام الاستكشاف
- كاليبسو نتائج في غضون خمس إلى عشر سنوات